# Linea Ancona-Roma
Nella linguistica delle lingue romanze, la linea Ancona-Roma è una fascia di isoglosse poco compatte (ancor meno rispetto a quelle della linea Massa-Senigallia) che taglia in diagonale l'intera area di diffusione dei dialetti italiani mediani, giungendo talvolta a toccare i settori gallo-italico e meridionale intermedio.
Le caratteristiche rintracciabili in questo numero di isoglosse sono:
- la sonorizzazione delle consonanti sorde in posizione postnasale (mondone per montone, angora per ancora);
- la metafonesi delle vocali toniche e ed o per influsso di -i e -u finali (acitu per aceto, e il dittongamento metafonetico dienti per denti);
- l'uso di tenere per avere;
- l'uso del possessivo in posizione proclitica (fìgliomo 'mio figlio');

Un po' più a nord della linea Roma-Ancona corre il confine dell'assimilazione progressiva di nd > nn (munno per mondo) e mb > mm (piummo per piombo).